# Святой Великомученик Исидор (линейный корабль, 1772)
«Святой Великомученик Исидор» — 74-пушечный парусный линейный корабль Балтийского флота Российской империи. Один из двух кораблей типа «Исидор». Был заложен 28 сентября (9 октября) 1769 года в Санкт-Петербургском Адмиралтействе, спущен на воду 17 (28) сентября 1772 года. Строительство вёл И. В. Ямес.

## История службы
21 октября 1773 года корабль во главе 5-й Архипелагской эскадры под командованием контр-адмирала С. К. Грейга вышел из Кронштадта и отправился по маршруту Копенгаген — Портсмут — Гибралтар — Ливорно. 6 сентября 1774 года после того, как с Турцией был заключён мир, «Святой Великомученик Исидор» пришёл в Аузу, где воссоединился с русским флотом. 17 октября 1774 года в составе эскадры С. К. Грейга корабль покинул Аузу и 15 ноября прибыл к Ливорно. 12 февраля 1775 на борт корабля поднялся граф А. Г. Орлов и княжна Тараканова с прислугой. В этот же день Орлов покинул корабль, а Тараканова была взята под стражу.
14 февраля корабль в составе эскадры отправился в Россию по маршруту Гибралтар — Ла-Манш — Дильский рейд — Копенгаген и 24 мая пришёл в Кронштадт. 26 мая Тараканову перевели на яхту и отправили в Санкт-Петербург.
7 июля 1776 года «Святой Великомученик Исидор» принимал участие в Высочайшем смотре кораблей Архипелагских эскадр на Кронштадтском рейде, а после — в учениях у Красной Горки. «Святой Великомученик Исидор» принимал участие в «вооруженном нейтралитете».
11 июня 1780 года в качестве флагмана эскадры контр-адмирала И. А. Борисова направился в Средиземное море по маршруту Копенгаген — Тексель — Ла-Манш — Лиссабон — Гибралтар — Порт-Магон и 26 октября пришёл в Ливорно. 18 апреля следующего года эскадра вышла обратно в Россию и по маршруту Гибралтар — Кадис — Ла-Манш — Копенгаген и 14 августа прибыла в Кронштадт.
В 1784 году в Кронштадте корабль «Святой Великомученик Исидор» был разобран.

## Командиры
Командирами корабля служили:
1. до сентября 1773 — Ф. А. Клокачев
2. с сентября 1773 по 1775 — В. В. Сурмин
3. 1776—1777 — С. П. Хметевский
4. 1780—1781 — С. С. Гибс